# NGC 5132
NGC 5132 في الفهرس العام الجديد، هي مجرة، تقع في كوكبة العذراء. اكتشفت في 8 أبريل 1866 بواسطة هاينريش لويس دريست.

## روابط خارجية
- NGC 5132 على موقع ويكي سكاي: DSS2, SDSS, GALEX, IRAS, Hydrogen α, X-Ray, Astrophoto, Sky Map, Articles and images